# La Lumière des lucioles
Pour plus de détails, voir Fiche technique et Distribution.
La Lumière des lucioles (螢火, Hotarubi) est un film japonais de Heinosuke Gosho sorti en 1958.

## Synopsis
Japon, Bakumatsu. Otose dirige avec entrain et efficacité l'auberge Teradaya dans le quartier de Fushimi à Kyoto aidée de sa fille adoptive Oryo. Son mari Isuke Teradaya, le propriétaire de l'auberge lui délègue volontiers la gestion de l'établissement pour se consacrer à ses plaisirs, le chant traditionnel japonais en particulier. En cette période troublée de la fin du shogunat Tokugawa, les rues ne sont guère sûres à Kyoto où se côtoient partisans du shogunat Tokugawa et partisans de la restauration de l'autorité de l'empereur. Aussi Isuke n'est guère tranquille lorsque des samouraïs de Satsuma se réunissent dans l'auberge de Teradaya et préfère quitter les lieux pour prendre des cours de chant et passer la nuit à Kyoto.
Otose toujours dévouée rattrape son mari qui a oublié sa blague à tabac sur un pont non loin de l'auberge. Lorsque son mari s'éloigne, la vue de l'eau qui s'écoule en contrebas plonge Otose dans le souvenir douloureux de son arrivée à l'auberge Teradaya pour se marier à Isuke dix ans plus tôt. Jugeant Otose indigne d'intégrer la famille Teradaya, la mère d'Isuke prétextant un mal de crâne et Osugi la sœur d'Isuke refusent d'assister au mariage...

## Fiche technique
- Titre français : La Lumière des lucioles
- Titres français alternatifs : Les Lucioles[1], La Lueur des lucioles[2]
- Titre original : 螢火 (Hotarubi?)
- Réalisation : Heinosuke Gosho
- Scénario : Toshio Yasumi (ja), d'après un roman de Sakunosuke Oda
- Photographie : Yoshio Miyajima (en)
- Musique : Yasushi Akutagawa
- Décors : Tōtetsu Hirakawa
- Montage : Shin Nagata
- Producteur : Yoshishige Uchiyama
- Sociétés de production : Shōchiku et Kabuki-za Eiga
- Pays de production :  Japon
- Langue originale : japonais
- Format : noir et blanc - 1,33:1 - 35 mm - son mono
- Genre : drame, jidai-geki
- Durée : 123 minutes (métrage : 14 bobines - 3 888 m[3])
- Date de sortie :
  - Japon : 18 mars 1958[3]

## Distribution
- Chikage Awashima : Otose
- Junzaburō Ban : Isuke, le mari d'Otose
- Ayako Wakao : Oryo
- Miki Mori : Sakamoto Ryōma
- Eiko Miyoshi : la belle-mère d'Otose
- Masao Mishima
- Kōji Mitsui
- Sadako Sawamura
- Fujio Suga
- Eijirō Tōno

## Autour du film
La Lumière des lucioles est l'un des rares jidai-geki réalisé par Heinosuke Gosho.
Heinosuke Gosho s'attache dans La Lumière des lucioles à conter le destin de deux femmes Otose et Oryo. Et au travers de la petite histoire apparait en filigrane la grande histoire par l'évocation de deux épisodes historiques :
- L'incident de Teradaya le 21 mai 1862 lorsque deux factions du clan Satsuma, l'une partisan de l'empereur et l'autre partisan du shogunat s'affrontent à l'auberge Teradaya[4].
- La tentative d'arrestation de Sakamoto Ryōma le 8 mars 1866 qui parvient à s'échapper de l'auberge Teradaya par les toits, prévenu à temps par Oryo qui deviendra sa femme[4].